# Distrito electoral de Stone Church (Illinois)
Stone Church (en inglés: Stone Church Precinct) es un distrito electoral ubicado en el condado de Hardin en el estado estadounidense de Illinois. En el Censo de 2010 tenía una población de 587 habitantes y una densidad poblacional de 8,34 personas por km².

## Geografía
Stone Church se encuentra ubicado en las coordenadas 37°28′19″N 88°22′10″O / 37.47194, -88.36944. Según la Oficina del Censo de los Estados Unidos, Stone Church tiene una superficie total de 70.34 km², de la cual 69.77 km² corresponden a tierra firme y (0.81%) 0.57 km² es agua.

## Demografía
Según el censo de 2010, había 587 personas residiendo en Stone Church. La densidad de población era de 8,34 hab./km². De los 587 habitantes, Stone Church estaba compuesto por el 97.79% blancos, el 0% eran afroamericanos, el 0.34% eran amerindios, el 0.17% eran asiáticos, el 0% eran isleños del Pacífico, el 0.17% eran de otras razas y el 1.53% pertenecían a dos o más razas. Del total de la población el 1.7% eran hispanos o latinos de cualquier raza.